# ロンドンの大疫病

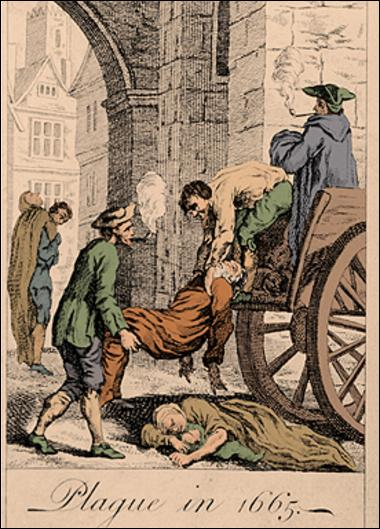
1665年の大流行当時、葬儀のため遺体を回収している場面。

ロンドンの大疫病とは、1665年から1666年まで続いたイングランドで起こった歴史上、最後の腺ペストの大流行である。
1331年に中央アジアで起きた黒死病から、1750年まで続いた肺ペストの流行まで数世紀続いた第二次ペスト大流行の最中に発生した。ロンドンの大疫病では18か月で当時のロンドンの人口の1/4である10万人の死者が発生したと推定されている。 ペスト菌が原因菌であり、通常ネズミやノミの咬傷から感染する。
1665年から66年の流行は黒死病と比べ規模ははるかに小さかったが、イングランドにおいて、第二次ペスト大流行の中で最大の流行であったため、「大疫病」として記憶されている。

## 1665年当時のロンドン

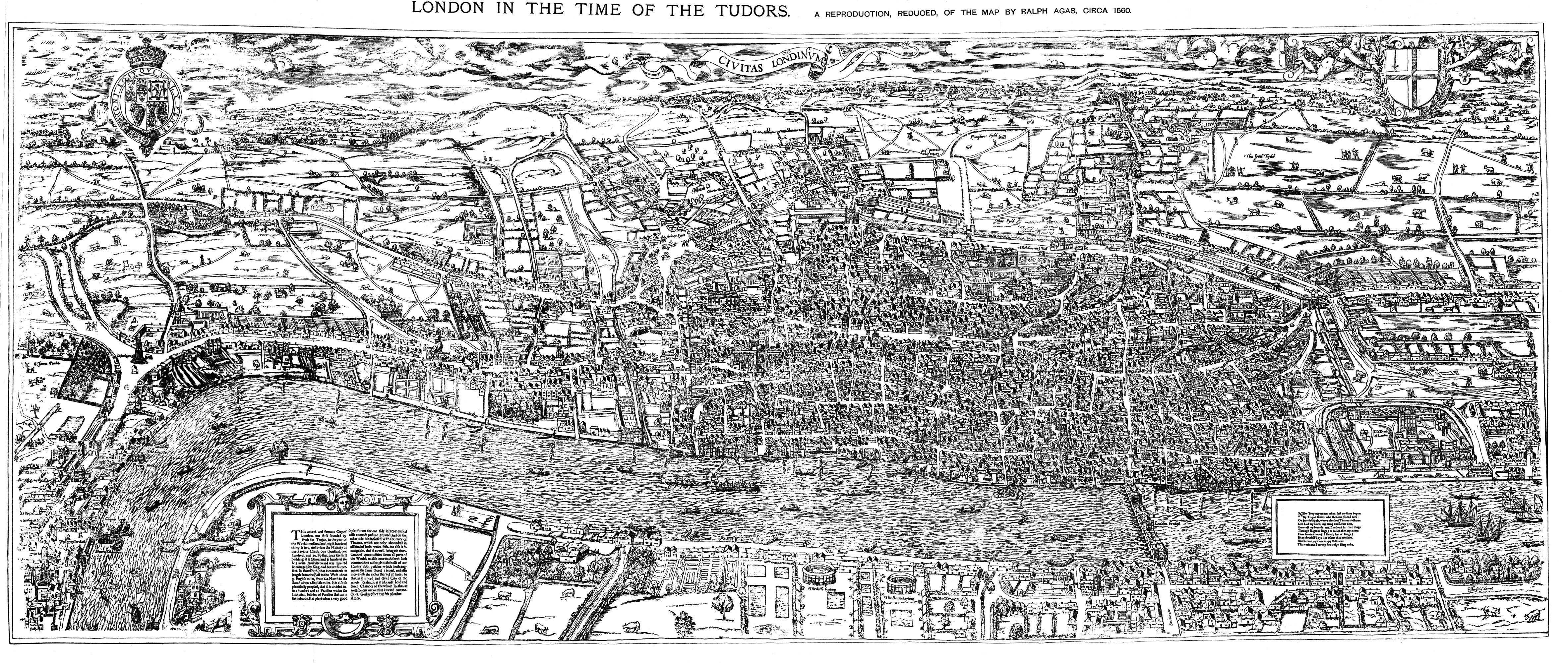
木版によるロンドンの地図, 1560年代。

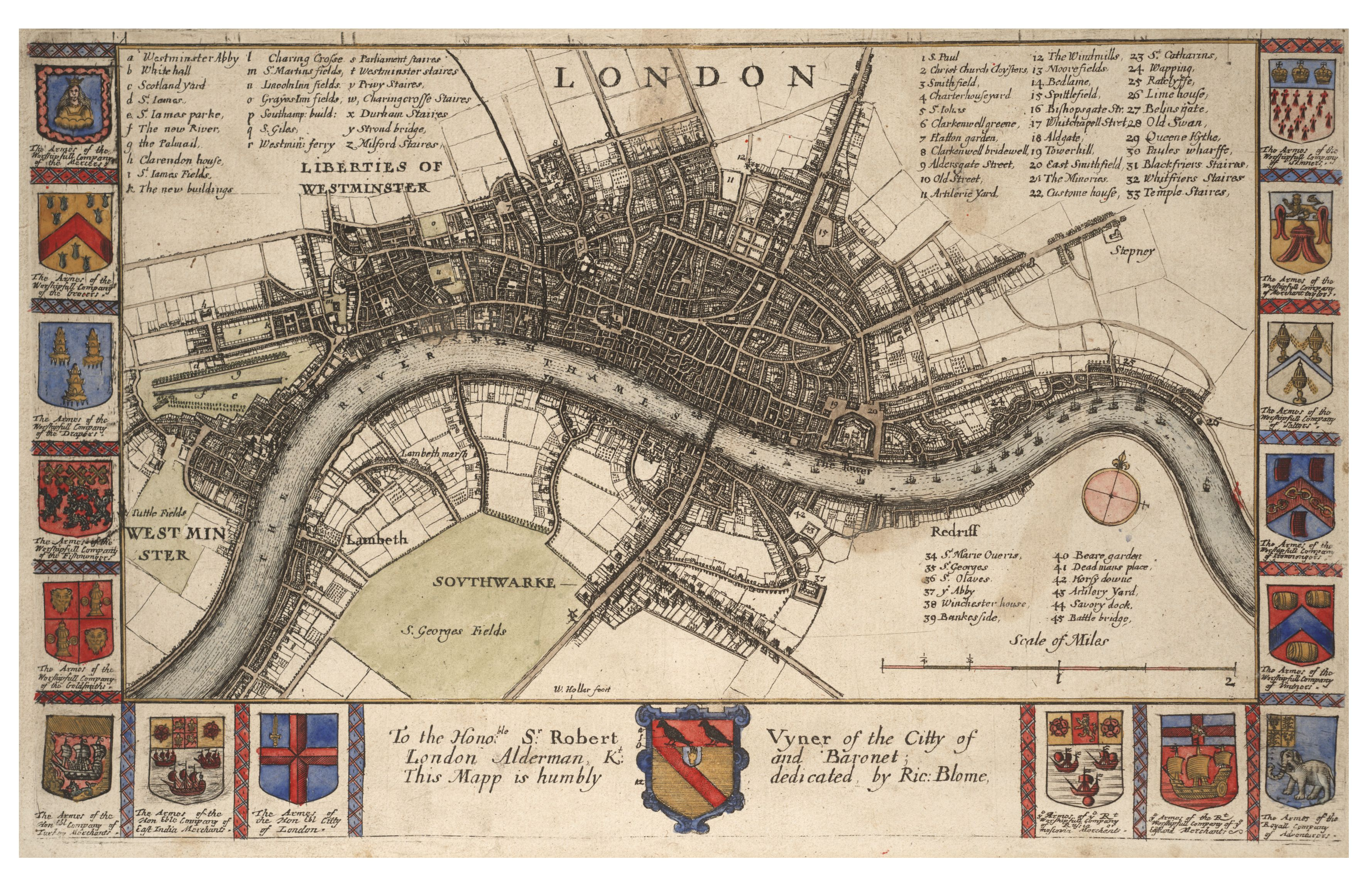
ヴェンツェスラウス・ホラーによるロンドンの地図、1665年頃。

この時代の他の西欧の都市同様、17世紀のロンドンにおいてもペストは風土病として存在していた。 この疫病は周期的に大規模な流行を起こした。1603年の流行では3万人、1625年には3万5千人、1636年には1万人の死者が発生し、規模は小さいが同様の流行がしばしば起きた。
1664年の暮れ、明るい彗星が空に現れ、 ロンドンの住民たちは恐れ、彗星の出現が暗示する凶事とは何か疑問に思った。 当時のロンドンは448エーカーの市域と侵入者を防ぐ城壁からなる都市であった。ラドゲート、ニューゲート、アルダーズゲート、クリプルゲート、ムーアゲート、ビショップスゲートに城門があり、ロンドン南部にあるテムズ川にはロンドン橋が掛かっていた。 ロンドンでも貧しい住民が住む地域の過密な長屋の中では、衛生の維持は不可能であった。 下水設備はまったくなく、曲がりくねった街路の中央に設けられた開渠に流されていた。道路に敷かれた丸石は馬車から出る泥や糞で滑りやすく、夏には蝿がうなり、冬には排水溝を満たした。 ロンドン市は「掃除人」を雇い、特にひどくたまった汚物を城壁外へ運びだし、汚物はそこに溜り、腐敗していった。ひどい悪臭のため、街路を歩く人はハンカチや花を鼻孔に押し付けていた。
石炭等のロンドン市の必需品の一部ははしけで運ばれていたが、大半は陸路で輸送されていた。陸路は荷車や幌馬車、騎馬や歩行者で込み合っており、城門の受け入れ能力がロンドン市の成長のボトルネックとなっていた。19のアーチからなるロンドン橋はさらに混雑していた。暮らしに余裕がある人たちは、汚物で汚れないように、目的地まではハックニーキャリッジと呼ばれる辻馬車や、椅子かごを使った。徒歩の貧民は車が巻き上げる泥や、屋根から捨てられる泥や水で汚れる恐れがあった。石けん工場や醸造場、製鉄所、石炭を使う1万5千の家から生じる息を詰まらせる黒煙の危険もあった。
ロンドンの城壁の外では、すでに過密な市内で群れをなす職人や商人の居住区が広がっていた。木造の掘っ立て小屋が広がるスラム街（en:Shanty town）で、そこには衛生はまったくなかった。政府はスラム街の拡大を規制しようとしたが失敗し、およそ25万人が住んでいた。 共和政期に逃亡した王党派の立派な住宅を引き取って使っている移民もいたが、それぞれの部屋は別の家族が住んでおり、長屋のようになってしまった。そのような居住区はすぐに取り壊され、ネズミで汚染されたスラム街となった。
ロンドン市の行政府はロンドン市長、参事会員、市会議員によって組織されていたが、一般にロンドン在住とみなされる領域すべてが法的にロンドン市とされるわけではなかった。ロンドン市内と市外どちらにもさまざまな面積の歴史的に自治が認められている自由区域という行政区画があった。その多くは教会と関連していたが、ヘンリー8世による修道院の解散を経て廃止された区に関しては、土地所有権と同じように歴史的権利も移譲された。 城壁に囲まれたロンドン市と、ロンドン市の統治下にある市外を囲む自由区域は、「シティ・アンド・リバティーズ」と呼ばれていたが、さらに様々な行政府によって統治される郊外に取り囲まれていた。ウェストミンスターは独自の自由区域を持つ独立した町であったが、都市化に伴いロンドン市に組み込まれた。ロンドン塔も独立した自由区域であり、その他の自由区域も同様である。テムズ川の北の地域で自由区域に属さないものはミドルセックス州政府の統治を受けており、テムズ川南部の地域ではサリー州政府の統治下にあった。
この時代、腺ペストは現代よりずっと恐れられていたが、その原因はわかっていなかった。大地から発散されている「悪疫性放散物」や、異常な気候、家畜の病気や、奇妙な動作、モグラ、カエル、ネズミ、ハエの数の増加によると軽信する人々もいた。 アレクサドル・イェルシンがペスト菌を同定し、この細菌の感染によって生じ、ネズミノミに媒介されることが知られるようになったのは1894年のことだった。 ロンドンの大疫病は長年ペスト菌による腺ペストだと信じられており、2016年のDNA分析によってそのことが証明された。

## 死者の記録
流行の激しさを判定するため、大流行が起きた当時の人口を把握する必要がある。公的な人口調査記録は存在しないが、同時代の信頼できる文献として王立学会でも最初期の王立協会フェローで、人口統計学者の一人でもあるジョン・グラントの報告があり、統計の処理に科学的方法を取り入れている。 1662年、彼は毎週首都で発行される死亡表から、ロンドン市、自由区域、ウェストミンスター地区、外教区の人口は38万4千人と予想した。これらの様々な統治機構を持つ種々の区が公式に全体としてロンドン市を構成していた。1665年に彼は予想を「46万人を超えない」に修正した。ほかの同時代文献はもっと大きな数字を予想していた（たとえばフランスの外交官は60万とした）が、統計学的根拠があるわけではなかった。ロンドン市の次に大きな都市はノリッジで、人口は3万だった。
当局の人間に死亡を報告する義務は全くなかった。その代わり、それぞれの教区では2人かそれ以上の死体を調査し、死因を決定する義務を負う調査員(en:Searcher_of_the_dead)を任命していた。「調査員」は死亡を報告する毎に遺族より少額の手数料を徴収する資格が与えられていたので、教区では任命しなければ貧困のため救貧税による支援が必要となりそうな人間を割り当てていた。通常、このため「調査員」には非識字で騙されやすい高齢の女性が任命され、疾患の特定についての知識はほとんど期待できなかった。 「調査員」はその区域の埋葬を担当する教区管理人か、教会の鐘を鳴らす人から、死亡と取扱いについて学んでいた。 クエーカー、アナバプテスト、その他イギリス国教会に属さないキリスト教徒やユダヤ人のような、その地域の教会に死亡を報告しなかった人々は、公的記録から漏れることがしばしばあった。大疫病期の「調査員」は地域社会から離れて生命を維持することを求められ、他の人々との接触を避け、屋外にいるときは役職を示す白い棒をもち警告し、その職務外の時間は疫病を拡散させないよう、室内にとどまる必要があった。 「調査員」は教区庶務係に報告し、庶務係はブロード街にある教区庶務会”company of Parish Clerks”に毎週報告書を作成した。数字はロンドン市長に報告されていたが、疫病が国内で懸念されるほど広がった時は、大臣にも報告されていた。 その報告をもとに、死亡表が作成され、それぞれの教区での死者の数と疫病で死んだかどうかが記載されていた。この「調査員」が死因を報告するシステムは1836年まで続いた。
グラントは「調査員」が死の真の原因を特定する能力を持たず、医師によって識別しうるほかの疾患ではなく、しばしば「消耗」とされていることを記録している。また1杯のエール、あるいは手数料を倍のグロート銀貨2枚払えば、「調査員」が死因を居住者にとってもっと好都合なものに変えてしまうことも示した。 教区庶務係を含め、誰もが疫病で死んだ人間が出たことを知らせたくなかったため、公的な報告書の上で疫病での死亡例をごまかすことは黙認されていた。真の死因を意図的に変えて報告することで、流行していた期間の死亡表の分析では、疫病以外の死亡が平均よりはるかに多く生じていた。 疫病が広まるにつれ検疫が導入されたが、それは疫病死が発生した家は40日間締め切られ、出入りを一切許さないというものであった。この検疫による閉じ込めはしばしば無視され、疫病でなかったとしても他の居住者の死につながったほか、疫病を報告しない強力な動機となった。 公式の報告書では68596人が疫病で死亡したと記録されているが、合理的な根拠を踏まえると3万は過少に報告されていると考えられている。疫病が発生した家は「主よ、憐れみたまえ」との文字と赤い十字の目印をつけられ、出入りを監視する監視人が付いた。

## 予防措置
1660年代にヨーロッパでの疫病の報告がイングランドに届くようになると、市民議会が予防策を検討し始めた。以前の流行の時行われた船舶の検疫（隔離）がアムステルダムやハンブルクでの流行を受けて1663年11月に再度導入された。テムズ川に進入しようとする船を調べるため、海軍の軍艦2隻が割り当てられた。感染した港から来た船は、ホール・ヘブンかキャンベイ・アイランドに30日間の係留の後にテムズ川に進入することを許された。非感染港からの船や、隔離期間を終了した船には健康証明書が発行され航海を許可された。テムズ川の両岸のティルベリーとグレーブセンドにある要塞で第二の査察が行われ、証明書をもつ船だけがさらに進むことができた。
大陸での疫病が猛威を増した1664年5月には、隔離期間は40日に延ばされ、検疫が必要な地域はオランダ共和国全域に拡大された。ハンブルクに対しての制限は11月に解除された。オランダから来た船に対する検疫は5月にグレートヤーマスから始まり、29の港へと拡大した。ネーデルラント連邦共和国の外交官が交易の制限について異議を申し立てたが、イングランド側は検疫導入が最も遅かった国の一つであると弁明した。制限は極めて厳格に適応され、検疫を経ずに上陸した旅行者がいる地域の住民や建物に対しても、同様に40日の隔離が行われた。

## 流行
1348年に黒死病として劇的に登場して以来、疫病はイギリスにおいても生命の脅威となった。1603年に死亡表が定期的に発行されるようになり、その年にも33347人の疫病死が記録された。1603年から1665年までに、一度も報告例のない年は4年しかない。1563年にはロンドンにおいて週1000人の死者が発生したことが報告されている。1593年には15003人、1625年には41313人、1640年から1646年にかけて合計11000人の死者が発生し、1647年にさらに3597人が死亡した。1665年の大流行が規模において勝るまでは、1625年の流行はその当時「大疫病」として記録されていた。これらの公的な記録は実際の記録より過少に報告される傾向があった。

### 流行初期

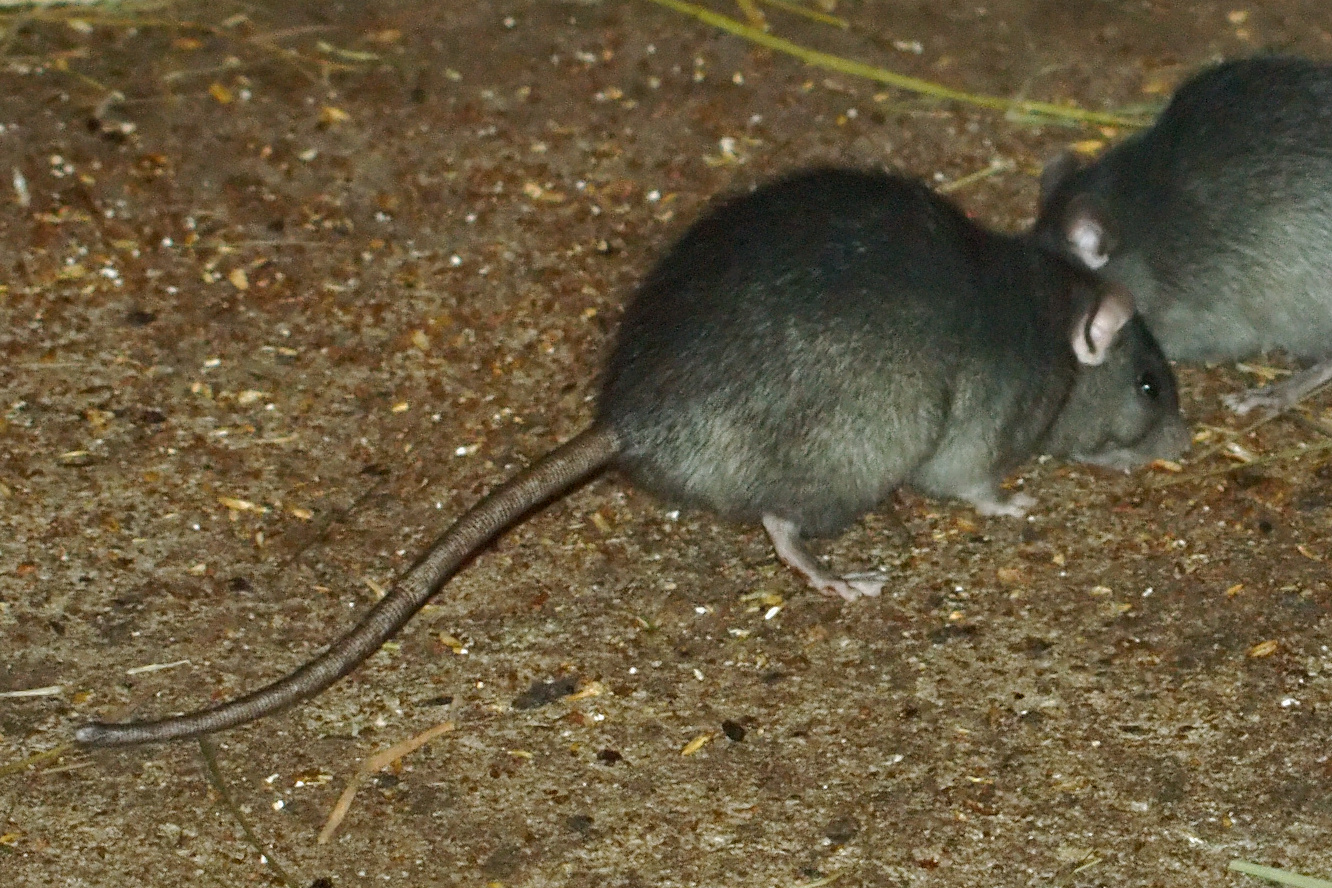
クマネズミ(Rattus rattus)の写真。ドブネズミ(Rattus norvegicus)より小さい。のちにドブネズミに代わって生息するようになり、ドブネズミより人家を好む。木造の家屋や、過密な家屋はうってつけの巣となった。人間に感染させるノミを保有するため、感染の温床となることについては知られていなかった。猫や犬を撲滅させる努力については、どちらかといえばネズミの発生を助長させることになった。

疫病はその感染者を見た経験のない医療従事者にとってはかなり珍しいものだった。医科大学を卒業した人間から、当時医師としても活動した薬剤師、単なる山師等、医学的訓練にはばらつきがあった。前年に流行した天然痘の流行のように、ほかの疾患も多数存在した。これらの不確実性のため、疫病がいつから始まったことを特定することは困難となった。 同時代の証言では、1664年から65年にかけての冬に発生した症例のうち、いくつかは致命的となったが、その他の症例にはのちの流行の時に見られた感染性は見られない。その時の冬は寒く、1664年12月から1665年3月まで地面は氷結し、氷のためテムズ川の交通は2回止まった。この寒冷な気候が流行を食い止めた原因かもしれない。
このイングランドにおける腺ペストの流行はオランダから来たものと考えられている。オランダでは1599年から断続的に腺ペストが発生していた。腺ペストの最初の症例が何だったかは不明だが、アムステルダムから木綿を輸送してきたオランダの商船から来た可能性がある。アムステルダムでは1663年から1664年にかけて大流行があり、5万人の死者が発生していた。 疫病が最初に発生した地域はロンドンのすぐそばにある港、セント・ジャイルズ教区だと考えられている。そのどちらとも、粗末な建物が立ち並び、貧しい労働者が多い地域であった。1664年と1665年2月、疫病死の可能性のある死亡例が2例セント・ジャイルズ教区で報告された。死亡表には疫病死として報告されなかったため、市政府は何の対策も講じなかったが、1665年の最初の4か月以来、ロンドンでの死亡数は明らかに増加を示した。4月の終わりまでに記録された疫病死はセント・ジャイルズ教区の2例の他はわずか4例であったが、週当たり死亡数は290から398に上昇した。
4月に公式に報告された疫病死は4例あり、従来この水準であれば特段の公的対応は行われていなかったが、市民議会は家屋に対する隔離を実施した。ミドルセックス州の治安判事は疑わしい死亡例が出た場合には、結果がでるまで調査と隔離を行うことを指示した。それから間もなく、同様の指示がロンドン市とその自由区域にも発行された。初めて家屋が隔離された時、セント・ジャイルズ教区では暴動が発生し、群衆が戸を破壊して中の住人を解放した。暴徒は逮捕され、厳しい処分を受けた。患者が治療するか死ぬまで、他の人々から隔離して治療を行う隔離病院であるペストハウスの建造を命じる指示も発行された。政府の対応からは、数例の報告例であっても、すでに疫病の大流行の予兆と考えていたことが示唆される。
気候が温暖になると、疫病が蔓延し始めた。5月2日～9日、セント・ジャイルズ教区で3人、近隣のセント・クレメント・デーンズ教区では4人、セント・アンドリュー・ホールボン教区とセント・メアリー・ウールチャーチ・ハウ教区ではそれぞれ1人の疫病死が報告された。 このうちロンドン市内の症例は最後の1例のみであった。市民議会は疫病の流行を防ぐ最良の方法を検討する委員会を発足させたほか、発生地域のエールハウスのいくつかを閉店させ、１軒あたり居住者の数を制限する措置をとった。ロンドン市長はすべての住民は敷地外の街路を清潔に保つべく精勤するよう声明を出した。清潔を保つことは地主の責任であり、市当局の責任ではなかった（汚物がひどくたまった場合のみ、掃除人を雇っていた）。 状況が切迫すると、参事会はその義務を果たしていない住民を発見し、処罰するよう指示を発行した。 セント・ジャイルズ教区での疫病死が増加すると、地域全体を隔離しようと試みられたほか、浮浪者や不審者を封じ込め、旅行者を全例検査する指示が発行された。
人々もまた気づき始めた。海軍本部の重鎮であり、ロンドンに在住したサミュエル・ピープスが同時代の記録を日記に残している。 4月30日の記録はこうなっている。「疫病に対する大きな恐怖のため、2、3件の家は早くも締め切られていると聞いている。神よわれらを守りたまえ！」。この時代の他の情報源として、ダニエル・デフォーが1722年に出版した疫病の年がある。デフォーは当時たったの6歳であったが、家族の記憶（伯父は東ロンドンで馬具製造人、父はクリプルゲートで肉屋を経営していた）や生存者へのインタビュー、閲覧可能な公的記録に基づきこの作品を著した。

### ロンドン市からの脱出

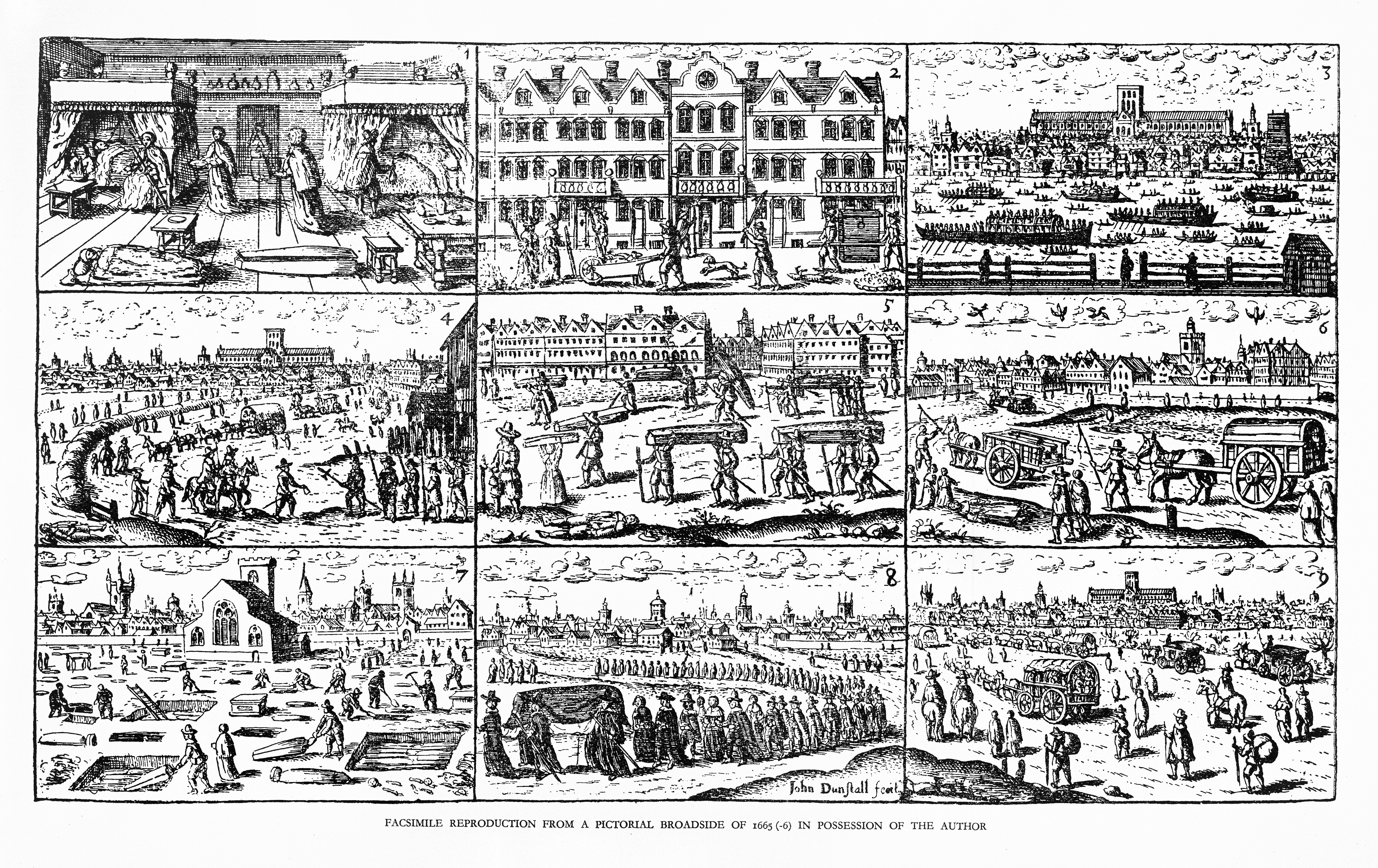
疫病流行期のロンドンの風景。

1665年7月になると、疫病はロンドン市内でも流行し始めた。国王チャールズ2世とその家族や宮廷を含む富裕層は逃げ出した。ソールズベリーに逃げ出し、そこでも数例の疫病が報告されると、9月にオックスフォードへと移動した。 参事会員と大多数の市政府の人間は市内に残留することを決断した。ロンドン市長ジョン・ローレンス卿もまた市内に残留した。店は閉鎖され、商人や職人もまた市外へと逃亡した。 デフォーは、「荷物、女性、召使い、子供で満たされた荷車や馬車、立派な服を付けた人でいっぱいの馬車、その御者が急ぎロンドンから去ろうとする以外、何も見えなかった」と書いている。 疫病は夏の間中流行し、さらに増加しつつある膨大な犠牲者に対応するためにほんの少数の牧師、医師、薬剤師だけがロンドン市に残った。「ロンドンにおける恐るべき疫病の襲来」を著したエドワード・コーツは、「今後は、私たちを見捨てる医師がこれほど多く出ることのないといいのだが。」との希望を述べている。
より貧しい人々も疫病の伝染に気づき、一部は市を去ったが、市外に脱出した場合の生活に見通しがないことから、居宅を放棄することは容易ではなかった。市の城門を出る前には市長が発行する健康証明書を保有する必要があったが、その入手は次第に困難となった。 時がたつにつれ疫病の犠牲者はさらに増加し、ロンドン市外の町村は健康証明書があろうとなかろうとロンドンの住民を受け入れることはなくなり、避難民を送り返すようになった。避難民たちは引き返したが、町を通り抜けることは許されず、野原を横切ることを強いられ、路上で寝泊まりし、盗みや残飯あさりに頼らざるを得なくなった。1665年の暑い夏のため、多くは飢餓や脱水等の悲惨な状況に陥り死亡した。

### 流行極期

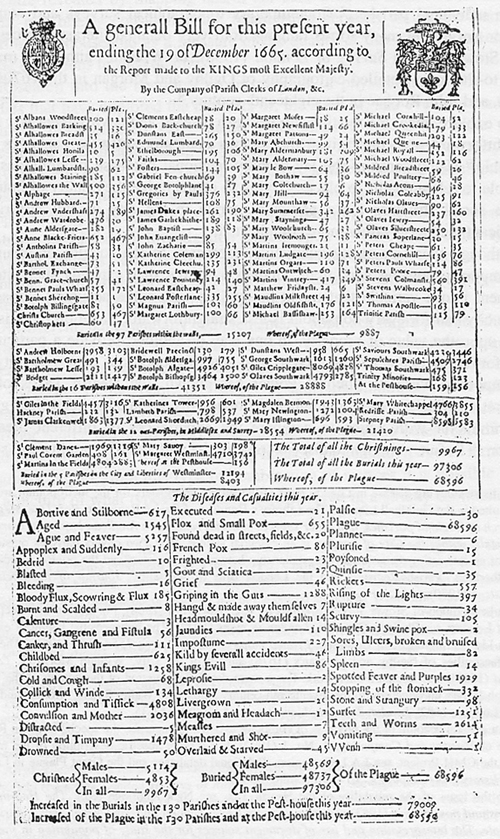
1665年疫病による死亡表

7月の最終週、ロンドンの死亡表では3014人の死亡、うち2020人が疫病での死亡であった。疫病以外の死因は一般にはるかに少なく、平年は300人程度なので、疫病による死者は過小評価されている可能性がある。 疫病の犠牲者が増加すると、埋葬用の土地は過密になり、遺体を収容するために穴が掘られた。遺体輸送車の運転者は「遺体はないか」と呼びかけながら街路を通り、遺体を収容した。市当局は死者の数が市民の不安を引き起こすのではないかと懸念するようになり、遺体の回収と埋葬は夜間のみにするよう指示した。 時がたつにつれ、遺体を回収するには犠牲者の数はあまりにも多くなり、遺体輸送車の運転手はあまりにも数が少なくなったため、遺体は家の壁に積み上げられるようになった。日中の遺体収集が再開され、集団墓地は腐敗する遺体で山のようになっていた。オールゲート教区では、教会の敷地に50フィートの長さと20フィートの幅を持つ大きな穴が掘られた。一方の端から遺体運送者が遺体を運び入れる一方で、反対側では労働者によって掘削が続けられた。掘る場所がなくなると掘り下げられ、深さ20フィートで地下水にぶつかるまで掘削された。最終的に埋葬が終わった時には、1114体の遺体が収容された。
ペスト医師たちが街路を横切り、犠牲者を診察していたが、その多くは正式な医学的訓練を受けていなかった。いくつかの公衆衛生的処置が試みられた。市当局によって医師が雇われ、埋葬の詳細は慎重に組織化されていたが、恐慌は市全域に拡大し、伝染するのではないかという恐れから、遺体は性急に過密な墓穴に葬られた。病気の伝播がどのようにして起こるかは知られていなかったが、動物と関係があるのではないかと考えられていたため、ロンドン市はすべての犬や猫を殺すよう指示していた。 犬や猫はこの疾患の原因となるネズミノミを媒介するネズミの数を調節する作用をもっていたので、この決定によって疫病が続く期間が影響を受けた可能性がある。悪い空気によっても伝染すると考えられていたため、当局は街路や家屋に巨大な焚火を設けるよう指示し、空気が清浄になることを期待して昼夜を問わず燃やされ続けた。 タバコは予防薬になると考えられており、後にこの疫病の流行で死んだロンドンのタバコ商人は１人も出ていないといわれるようになった。
交易や商業活動は停止し、遺体搬送車と瀕死の犠牲者のほか、街路を歩く人間はいなくなった。このことを目撃したサミュエル・ピープスは日記にこう記している。「神よ！街路がこれほど空白となるとは。そして哀れな病人が街路でうめく姿のなんと憂鬱なことか。ウェストミンスターでは医師は一人もなく、牧師が一人残されたほかは皆死んでしまった。」" ジョン・ローレンス卿と市当局が編制した委員会がこのような事態を予測し、ロンドン港から荷揚げされる穀物を１クォーターあたり1ファージング市場価格に上乗せして買い上げていたため、人々が餓死することはなかった。 ロンドン周辺の町村からも食料はもたらされたが、通常のロンドンでの取引を拒み、特別に定められた地域に野菜類を置き、叫ぶことで交渉し、「解毒」のため酢で満たされた容器に硬貨を浸してから支払を回収した。
記録では、ロンドンとその郊外での疫病死は漸増し、夏は週に2000人だった死者は9月には7000人以上に達した。この記録はかなり過少な数字である可能性が高い。記録を作成する教区管理人も教区庶務係自身も多くが死んでいた。クエーカー教徒は協力を拒み、集団墓地に投げ込まれた貧民の多くは記録されていない。翌年のロンドン大火で記録は破壊され、回復できた記録から作成しているため、真の死者の数は不明である。当時の記録が温存されている少数の地区では、疫病死は全人口の30-50%を占めている。
この流行はロンドンに集中したが、他の地域にも波及した。その中でも最も有名な事例と思われるのがダービーシャーのイーム村である。ロンドンから布を運んできた商人が持ち込んだとされている。村人は商人がこれ以上疫病を広げないよう、隔離を強制した。この処置によって疫病のさらなる流行は食い止められたが、続く14か月で村人の33%が死亡した。

## 流行後
1665年の晩秋になると、ロンドン市とその郊外の死亡者数は減少し始め、1666年2月になると、比較的安全と考えられるようになり国王とその廷臣がロンドン市に帰還した。国王が帰還すると、他の市民も帰還し始めた。判事はウィンザーからウェストミンスター・ホールに戻った。議会は1665年4月に延期されていたが、再開されたのは1666年9月だった。交易は推奨され、店舗や工房は活動を始めた。ロンドンはひと財産作ろうともくろむ人たちの波の終着点であった。1666年3月の終わり、大法官であるクラレンドン伯爵は以下のように述べている。「通りは混雑し、証券取引所は込み合っている。いまだかつてないほど、どこも人であふれかえっている…」.
疫病は1666年半ばまで、ほどほどの発生率で散発的に発生した。9月になるとロンドン大火でロンドン市の大半は破壊され、火災が疫病を終わらせると信じる人々も一部にいた。現代では、大火が起こる以前から疫病はほぼ終息していたものと考えられている。流行後期の症例はほとんどが郊外での症例であり、 ロンドン市は大火で破壊されたからである。
死亡表によれば、1665年のロンドンでの疫病死は68596人である。クラレンドン伯爵は真の死亡率は少なくとも2倍は多いと推測している。1666年にはほかの年でもより小規模であるが疫病死が発生した。公爵ともどもロンドン市内にとどまった、アルベマール公爵付きの牧師であるトーマス・ギャンブルは、1665年から1666年にかけての全死亡者は約20万人と見積もっている。
1665年～1666年のこの大疫病は、イギリス国内では最後の大流行であった。1679年の疫病死を最後に、1703年になると死亡表からこの分類は取り除かれた。イースト・アングリアやイングランドの南東部の他の町にも広がったが、平均死亡率より高い死亡率となった外教区は全体の10％以下だった。地方と比べ、都市はより影響を受けやすかった。ノーウィッチ、イプスウィッチ、コルチェスター、サウザンプトン、ウィンチェスターは特に影響を受けた一方、イングランド西部や中央部は全く影響を受けなかった。
イングランドの人口は1650年には約525万人だったが、1680年には490万人に減少し、1700年に500万人まで回復した。天然痘などの他の疾患は、疫病と関係なく人口に多くの死亡をもたらした。都市部では一般的にも死亡率が高く、疫病の死亡率も同様の傾向であったが、その原因は大小の町村や郊外の町から移民が持続的に流入してくるためであった。
ロンドンの人口について同時代の人口調査は存在しないが、現在利用可能な記録では数年以内に以前の人口水準に回復したことが示唆されている。1667年の埋葬者は1663年と同水準になり、暖炉税による収入も回復していた。ジョン・グラントが当時洗礼記録を分析し、人口の回復が見られると結論づけた。この人口回復の原因の一つは必需品を供給し、失われた家財を回復するのに必要な富裕層や商人、手工業者が都市に戻ってきたためである。コルチェスターでの人口喪失はもっと深刻だったが、布の生産量の記録には1669年までには回復もしくは以前より増加したことが記録されており、1674年には大流行以前の人口近くまで回復した。他の町の回復はこれほどではなかった。イプスウィッチはコルチェスターよりも疫病の影響は小さかったが、人口は18％減少し、疫病による死者よりも多かった。
死亡率でいえば、ロンドンの死亡者数は他の町よりも比率として小さかった。ロンドンの死亡者数は直近100年の流行中でも最大だったが、人口比でいえば、1563年、1603年、1625年と同等かそれ以上にすぎなかった。イングランド全体の2.5%が疫病の犠牲になったと考えられている。

## 疫病の影響
ロンドンの大疫病で被害を蒙ったのは貧民が中心であった。富裕層は郊外の不動産や、親族を頼って避難することができたためである。翌年のロンドン大火では多くの商人やその保有不動産が失われた。 この結果として、1666年のロンドン再建法が可決され、ロンドンの大半は再構築された。 ロンドンにおける街路の計画は比較的保守的だったが、いくらかの改良点が見られた。道幅は拡大され、舗装され、開渠は廃止され、木造の建築や張り出した破風は禁止され、建造物の設計と建築とが規制されるようになった。煉瓦造りまたは石造が義務付けられ、優雅な建造物が多数建造された。ロンドンは単に回復しただけでなく、より健康的な都市へと変化した。ロンドンの住民は1665年と1666年のこの災害以降、共同体意識をより強く持つようになった。
再建は10年以上にわたって続けられ、ロバート・フックにより監督された。 建築家のサー・クリストファー・レンがセント・ポール大聖堂や50以上のロンドンの教会の再建に関与した。 国王チャールズ2世は再建事業にかなりの支援を行った。チャールズ2世は芸術や科学の支援者であり、王立天文台の建造やロバート・フック、ロバート・ボイル、サー・アイザック・ニュートン等が含まれる科学者の集団である王立協会にも援助を行った。実際のところ、イングランドにおける芸術と科学の復興は、大火と疫病から生まれたのである。
集団墓地には、現代の地下工事中に考古学的に発掘されたものがある。2011年から2015年の間に、リバプール・ストリートのクロスレールの工事現場からニューチャーチヤードもしくはベトラム墓地と推定される地域で3500体の遺体が発掘された。 発掘された遺体の歯からペスト菌のDNAが発見され、腺ペストの犠牲者であることが証明された。